# Точка прив'язки замовлення клієнта
Точка прив'язки замовлення клієнта, скорочено ТПЗК (англ. the customer order decoupling point, зазвичай скорочено the decoupling point) — термін у логістиці й маркетингу, що означає точку у ланцюгу поставок (логістичному ланцюгу), що розмежовує матеріальний потік на дві половини: в одній він пов'язаний з прогнозом ринку, а в другій — з побажаннями конкретного споживача.
Точка прив'язки замовлення клієнта — найбільш далека точка у виробничому процесі, починаючи з якої планування елементів кінцевого продукту (вузлів, деталей) визначається замовленням клієнта. Тобто ТПЗК — глибина проникнення клієнта у систему планування.

## Термін
Оригінальний термін Customer Order Decoupling Point (CODP) буквально можна перекласти як «точка розв'язування (розмежування) замовлення клієнта». Термін «точка прив'язки замовлення клієнта», певно, є перекладом російського варіанту «точка привязки заказа клиента».

## Використовування
У фулфілменті розташування ТПЗК визначає обрану статегію виконання замовлення (ETO, MTO, ATO, MTS).